# Jean Baptiste Pierre Tardieu

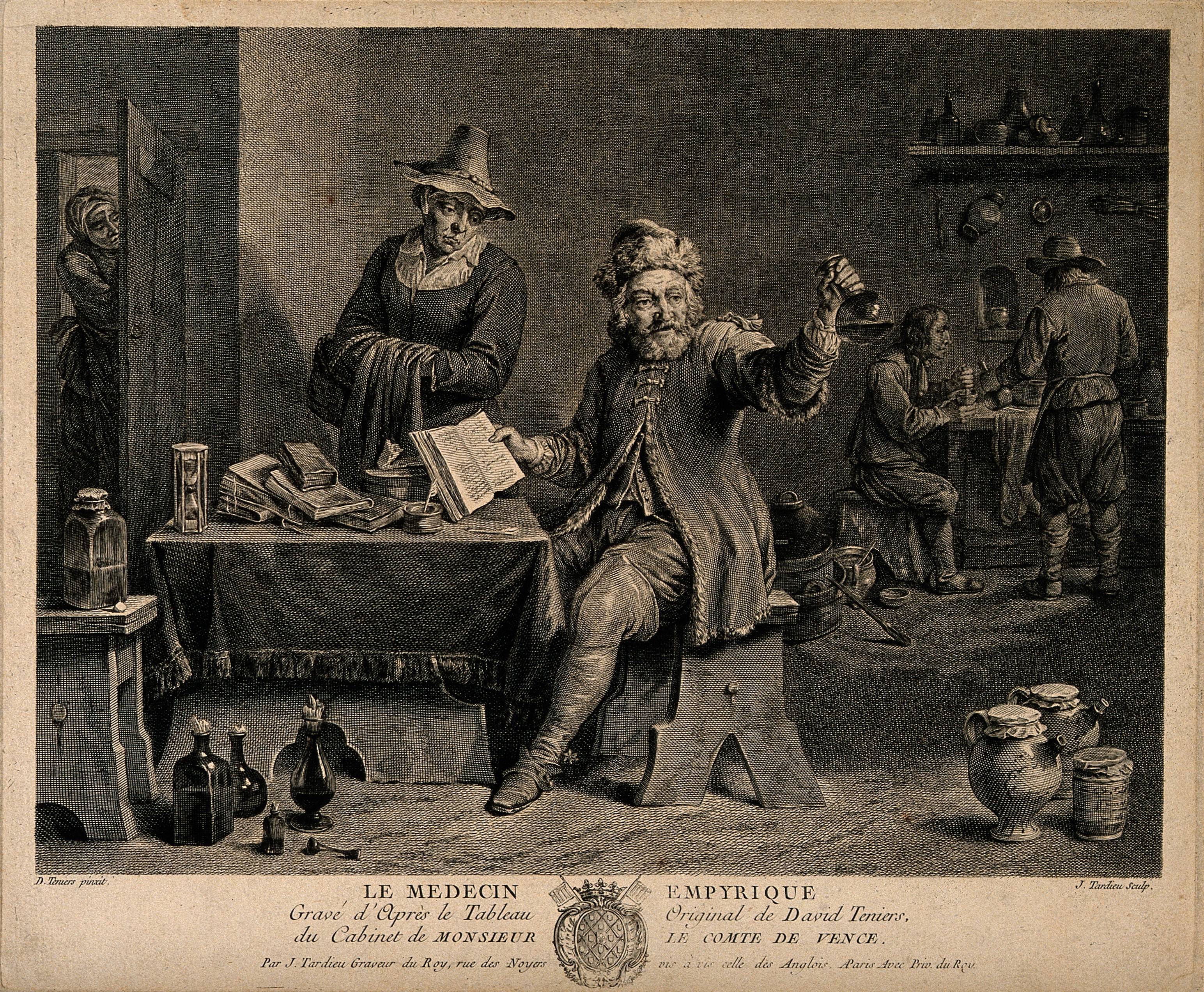
Le medicine empyrique. Stich von Jean Baptiste Pierre Tardieu

Jean Baptiste Pierre Tardieu, genannt auch Tardieu l’aîné, der Erstgeborene, (* 1746 in Paris; † 18. September 1816 ebenda) war ein französischer Kupferstecher und Kartograf.

## Schaffen
Sein Handwerk lernte Jean Baptist Tardieu bei seinem Großonkel Jacques Nicolas Tardieu. Als einer der ersten Graveure überhaupt wandte er sich überwiegend dem Stechen von Landkarten zu. Dabei zeigte er eine große Kunstfertigkeit. Die Auftraggeber waren neben Maria Theresia auch Ludwig XVI. Sogar für den deutschen Hans Wilhelm von Thümmel, der seinerzeit Minister im Herzogtum Sachsen-Altenburg war, fertigte er Landkarten an. Er war der Erste in seiner Familie, der den Titel Graveur Géograph, also Kartograf, trug.

## Werke (Auszug)
- Karte der Niederlande (53 Blätter), für Maria Theresia
- Karte des königlichen Jagdreviers, für Ludwig XVI
- Topographische Karte von Sachsen-Altenburg, für von Thümmel
- Generalkarte von Ostpreussen
- Karte der Schlacht bei Paris
- Karten vom inneren Chinas und der Mongolei, für George Macartney, 1. Earl Macartney